# Flujo sanguíneo muscular
El flujo sanguíneo muscular es la parte del sistema circulatorio que transporta la sangre hasta los músculos aportándoles nutrientes y oxígeno así como la recogida de los residuos.
Aunque los músculos estriados constituyen casi el 40% de la masa corporal, su flujo sanguíneo total bajo condiciones de reposo es solo de 1 litro por minuto (l/min.) aproximadamente. Sin embargo, durante el ejercicio intenso este flujo puede aumentar a 20 l/min. Por lo tanto, el flujo sanguíneo muscular experimenta cambios extremos y se relaciona casi en su totalidad con el aumento de la necesidad de los músculos de nutrientes durante la actividad, en especial oxígeno. De hecho, el flujo sanguíneo está relacionado casi en su totalidad directamente con el empleo del oxígeno por los músculos, que es uno de los factores principales que regulan el flujo sanguíneo.